# Casque de dieu
Le casque de dieu (God Helmet) désigne un équipement, à l’origine appelé « casque de Koren », du nom de son inventeur Stanley Koren. Son utilisation par Michael Persinger dans le cadre d’une étude en neurosciences sur les effets de la stimulation des lobes temporaux a eu un certain retentissement. Les participants ont rapporté « l’impression d’une présence » (ou « sensation d'une présence éthérée dans la pièce ») alors qu'ils portaient le casque. Plusieurs documentaires télévisés et divers médias ont rapporté le phénomène en utilisant l'expression « casque de dieu ».
L’appareil a été utilisé dans le cadre des recherches de Persinger en « Neurothéologie » (étude des corrélats neuraux de la religion et de la spiritualité). L'équipement placé sur la tête d’un sujet génère de très faibles champs magnétiques équivalents à ceux créés par la ligne fixe d’un téléphone ou un sèche-cheveux et un million de fois plus faibles que la stimulation magnétique transcranienne. Persinger déclare que ses sujets ont rapporté des « expériences mystiques et des états altérés de conscience » mais la thèse qu’il développe à partir de ses résultats a été critiquée,,,,et les effets annoncés par Persinger n’ont pas pu être reproduits. La tentative de scientifiques suédois a échoué et leurs auteurs ont suggéré que l’expérimentation de Persinger avait probablement été biaisée par la suggestibilité des sujets et l’absence de recours au double aveugle. 

## Le casque
À l’origine, le casque (un casque de motoneige auquel a été ajouté des solénoïdes,) n’avait pas pour fonction de provoquer des « visions de dieu » mais devait permettre de tester les hypothèses de Persinger sur certaines activités du cerveau . Sa thèse étant que le sens du soi de l'être humain aurait deux composantes, une dans chaque côté du cerveau, travaillant habituellement ensemble mais dans lequel l’hémisphère gauche est dominant,. Persinger avance que les deux hémisphères contribuent différemment au sens du soi, mais que dans certaines conditions, ils peuvent apparaître comme deux soi séparés (d'où l'impression d'une autre présence dans la pièce, par exemple). Le casque avait pour fonction de créer les conditions par lesquelles le sens du soi en provenance des deux hémisphères serait perturbé et de confirmer la thèse selon laquelle les expériences religieuses ou paranormales seraient dues à des perturbations dans l'activité cérébrales,,,,,.

## Rapport des sujets de l'étude
80 % des sujets de l'expérience de Persinger, disent avoir ressenti une présence dans la pièce, interprétée comme celle d'un ange, d'un proche décédé ou d'un groupe d'êtres d'une autre sorte. Un seul d'entre eux parle de la présence de dieu. Mais le scientifique Richard Dawkins qui a tenté l'expérience rapporte n'avoir rien ressenti de la sorte à part un « léger vertige » et des sensations dans ses membres. Susan Blackmore de son côté a déclaré avoir eu « l'expérience la plus extraordinaire » qu'elle ait jamais vécue.

## Échec de la reproduction et débats ultérieurs
En décembre 2004, Nature rapporte qu'un groupe de chercheurs suédois dirigé par Pehr Granqvist, psychologue à l'Université d'Uppsala, a tenté de reproduire l'expérience de Persinger dans des conditions de double aveugle. Ils ne sont pas parvenus à reproduire les résultats rapportés par Persinger. Granqvist et al ont conclu que la présence ou l'absence de champs magnétiques n'avaient aucune relation avec les expériences religieuses ou spirituelles rapportées par les participants. Persinger déclare que le groupe suédois n'a pas exposé ses sujets assez longtemps au champ magnétique. Granqvist et al. répondent que Persinger avait donné son accord pour la méthodologie proposée avant que l'étude ne soit lancée,.
La théorie à l'origine de la création du casque, particulièrement pour ce qui concerne une éventuelle relation entre le lobe temporal et les expériences mystiques a été l'objet de critiques diverses,,